# شوكولاتة الحليب
تُعد شوكولاتة الحليب أحد أنواع حلوى الشوكولاتة الصلبة التي تحتوي على الكاكاو والسكر والحليب. في الأصل، كانت شوكولاتة الحليب تُباع كقطعة شوكولاتة مجردة لكنها الآن متاحة في العديد من الأشكال المختلفة. أهم منتجي شوكولاتة الحليب هم: فيريرو وهيرشي وموندليز ومارس ونستله. وهم مسؤولون عن أكثر من نصف مبيعات الشوكولاتة في جميع أنحاء العالم. ومع أن أربعة أخماس شوكولاتة الحليب تُباع في الولايات المتحدة وأوروبا، فإن كميات كبيرة منها تُستهلك على نحو متزايد في الصين وأمريكا اللاتينية. إن مذاقها وتركيبتها يعدان من أهم الأمور التي ساهمت في نجاحها، رُوّج لشوكولاتة الحليب تاريخيًا بأنها غذاء صحي، لا سيما للأطفال. وقد أظهرت الأدلة الحديثة أنها قد توفر فوائد صحية مضادة للأكسدة.
نحو عام 1600، جاءت كلمة شوكولاتة إلى اللغة الإنجليزية، لكن استُخدمت في البداية بمصطلح شوكولاتة سوداء. كان أول استخدام لمصطلح شوكولاتة الحليب للمشروبات التي جُلبِت إلى لندن من جامايكا سنة 1687. نجح المخترع السويسري دانيال بيتر في الجمع بين الكاكاو والحليب المكثف سنة 1875 ليكوّن ما يُعرف بشوكولاتة الحليب. سرعان ما تطورت سويسرا مركزًا لإنتاج شوكولاتة الحليب، خصوصًا بعد تطوير القدر الصدفي من قبل رودولف لندت، إذ كانت تصدر بتزايد إلى السوق الدولية. أصبحت شوكولاتة الحليب تقليدية في بداية القرن العشرين بعد إطلاق شوكولاتة كادبوري بالحليب وشوكولاتة هيرشي. وبحلول عام 1920 شهدت بلجيكا ازدهارًا في صناعة الشوكولاتة مع تسعين مصنعًا في بروكسل. في الوقت ذاته، دُمجَت شوكولاتة الحليب مع مكونات أخرى، مثل النوغة، لتشكيل مجموعة واسعة من القوالب، التي تضمنت توبليرون سنة 1908 ومجموعة جو جو سنة 1912 وكيت كات سنة 1935. استمر الانتشار العالمي لشوكولاتة الحليب في القرن التالي، جنبًا إلى جنب مع زيادة الاندماج في السوق. حصلت تطورات أحدث بصعود التجارة العادلة وشوكولاتة أوتز المعتمدة بهدف توفير ضمانات أخلاقية للعملاء. سنة 2018، بلغت قيمة مبيعات شوكولاتة الحليب 63.2 مليار دولار.

## التصنيع
تُصنع شوكولاتة الحليب من الكاكاو والحليب والسكر. ويزرع مكون حبوب الكاكاو أساسًا في جنوب شرق آسيا وأمريكا الجنوبية وغرب إفريقيا، خاصةً ساحل العاج، الذي يوفر 40٪ من إجمالي مبيعات الكاكاو العالمي. تُحصد ثمار الكاكاو، ثم تُنزع البذور المعروفة باسم الحبوب وتُخمر ثم تُجفف. تُؤخذ بعد ذلك إلى مصنع التجهيز حيث تُنظف وتُحمص. وبعد ذلك تُطحن الحبوب في عملية من مرحلتين، باستخدام مطحنة لتسييل الكاكاو، ثم تُطحن بمطحنة الكرة وتُفصل كتلة الكاكاو السائلة إلى مسحوق الكاكاو وزبدة الكاكاو.

في هذه المرحلة، يدخل العنصران الرئيسيان الآخران في عملية الصنع. غالبًا ما يُضاف الحليب على شكل مسحوق لأن الماء الزائد يضر بخصائص تدفق الشوكولاتة السائلة. وتُجفف بالرذاذ وعادةً ما يُستخدم لهذه العملية مسحوق الحليب المجفف كامل الدسم، لكن البدائل تشمل مسحوق الحليب اللا مائي كامل الدسم أو الحليب منزوع الدسم. يفضل بعض المصنعين الحليب المكثف، لا سيما عندما يكون إنتاجه موسميًا. تستخدم بدائل الحليب مثل حليب الأرز لصنع شوكولاتة الحليب الخالية من اللاكتوز. في المرحلة الأخيرة يُضاف السكر، وهو المكوِّن الرئيسي الأخير، في الوقت ذاته حين يُضاف مسحوق الحليب، إما في معمل تكرير أو خليط. السكر سلعة دولية، يُنتج قصب السكر في البرازيل والهند وتايلاند والصين وأستراليا، ويُستخدم بنجر السكر أيضًا. أحيانًا يُخلط الحليب والسكر على حدة قبل إضافتهما إلى مسحوق الكاكاو وزبدة الكاكاو السائلة، ثم تُسكب الشوكولاتة السائلة في قوالب وتُشكَّل في ألواح.

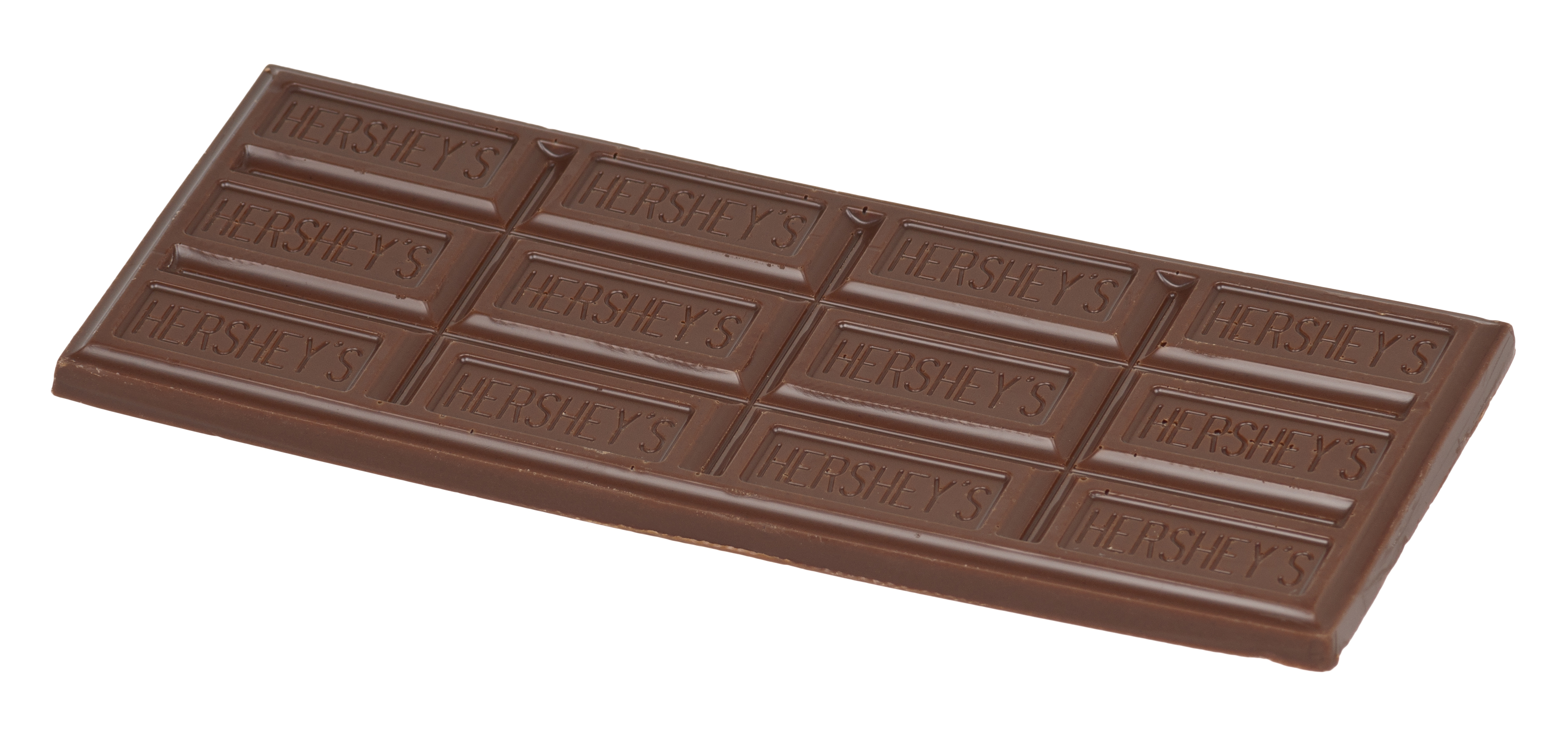
قالب شوكولاتة هيرشي
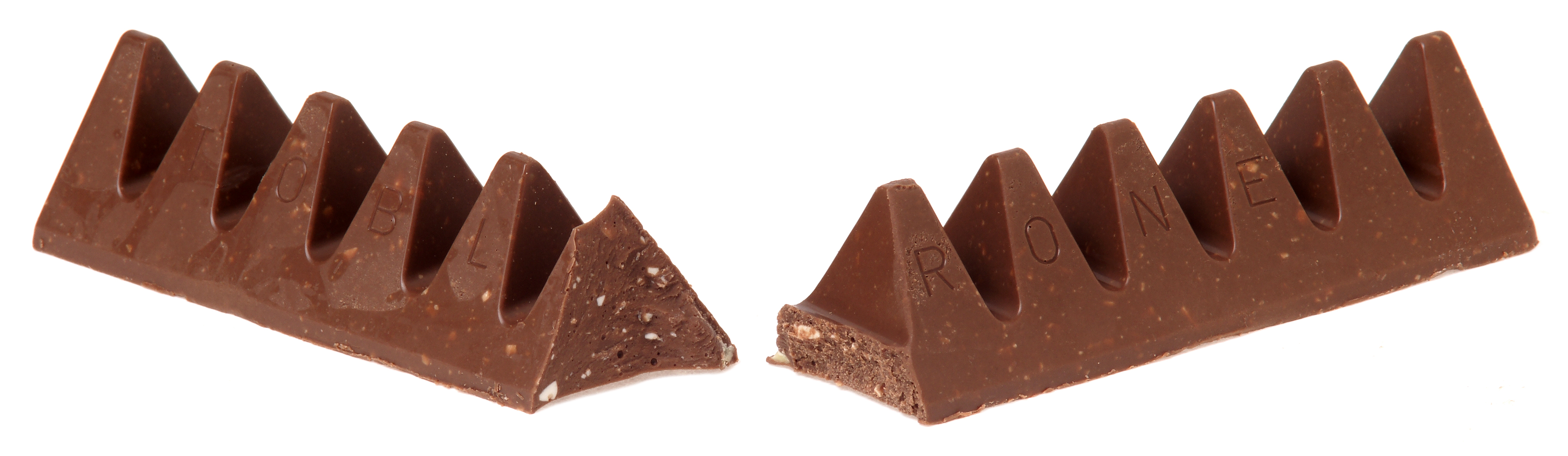
قالب شوكولاتة توبليرون